# Chamaerhodos erecta
Chamaerhodos erecta là loài thực vật có hoa trong họ Hoa hồng. Loài này được (L.) Bunge mô tả khoa học đầu tiên năm 1829.